# Norwegia na Letnich Igrzyskach Olimpijskich 1996
Norwegię na Letnich Igrzyskach Olimpijskich 1996 reprezentowało 97 zawodników: 42 mężczyzn i 55 kobiet. Był to 20 start reprezentacji Norwegii na letnich igrzyskach olimpijskich.

## Zdobyte medale
| Medal  | Zawodnik | Dyscyplina    | Konkurencja            | Rezultat                                             |
| ------ | --- | ------------- | ---------------------- | ---------------------------------------------------- |
| Złoto  | Knut Holmann | Kajakarstwo   | K-1 1000 m mężczyzn    | 3:25,78                                              |
| Złoto  | Vebjørn Rodal | Lekkoatletyka | bieg na 800 m mężczyzn | 1:42,58                                              |
| Srebro | Knut Holmann | Kajakarstwo   | K-1 500 m mężczyzn     | 1:38,33                                              |
| Srebro | Kjetil Undset, Steffen Størseth | Wioślarstwo   | dwójka podwójna        | 6:18,42                                              |
| Brąz   | Trine Solberg-Hattestad | Lekkoatletyka | rzut oszczepem kobiet  | 64,98 m                                              |
| Brąz   | Bente Nordby, Agnete Carlsen, Gro Espeseth, Nina Nymark Andersen, Merete Myklebust, Hege Riise, Anne Nymark Andersen, Marianne Pettersen, Linda Medalen, Brit Sandaune, Tina Svensson, Tone Haugen, Heidi Støre, Trine Tangeraas, Ann Kristin Aarønes, Tone Gunn Frustøl | Piłka nożna   | turniej kobiet         | w meczu o brązowy medal pokonały zespół Brazylii 2:0 |
| Brąz   | Peer Moberg | Żeglarstwo    | klasa Laser            | 46 pkt                                               |

## Skład kadry

### Boks
Mężczyźni
- Jørn Johnson waga lekkośrednia do 71 kg - 9. miejsce,

### Gimnastyka
Mężczyźni
- Flemming Solberg

wielobój indywidualnie - 61. miejsce,
ćwiczenia wolne - 92. miejsce,
skok przez konia - 85. miejsce,
ćwiczenia na poręczach - 88. miejsce,
ćwiczenia na drążku - 84. miejsce,
ćwiczenia na kółkach - 91. miejsce,
ćwiczenia na koniu z łękami - 68. miejsce,

### Kajakarstwo
Mężczyźni
- Knut Holmann

K-1 500 m - 2. miejsce,
K-1 1000 m - 1. miejsce,
- Morten Ivarsen, Mattis Næss, Tom Selvik, Thomas Roander - odpadli w półfinale,

### Kolarstwo
Kobiety
- Ragnhild Kostøl - kolarstwo szosowe - wyścig ze startu wspólnego - 18. miejsce,
- Ingunn Bollerud - kolarstwo szosowe - wyścig ze startu wspólnego - nie ukończyła wyścigu,
- May Britt Hartwell - kolarstwo torowe - wyścig na 3000 m na dochodzenie indywidualnie - 9. miejsce,
- May Britt Hartwell - kolarstwo torowe - wyścig punktowy - nie ukończyła wyścigu,
- Gunn Rita Dahle-Flesjå - kolarstwo górskie - corss country - 4. miejsce,

Mężczyźni
- Svein Gaute Hølestøl - kolarstwo szosowe - wyścig ze startu wspólnego - nie ukończył wyścigu,
- Rune Høydahl - kolarstwo szosowe - jazda indywidualna na czas - 11. miejsce,

### Lekkoatletyka
Kobiety
- Anita Håkenstad - maraton - 48. miejsce,
- Lena Solli-Reimann - bieg na 100 m przez płotki - odpadła w ćwierćfinale,
- Hanne Haugland - skok wzwyż - 8. miejsce,
- Mette Bergmann - rzut dyskiem - 9. miejsce,
- Trine Solberg-Hattestad - rzut oszczepem - 3. miejsce,

Mężczyźni
- Geir Moen - bieg na 200 m - odpadł w półfinale,
- Vebjørn Rodal - bieg na 800 m - 1. miejsce,
- Atle Douglas - bieg na 800 m - odpadł w eliminacjach,
- Jim Svenøy - bieg na 3000 m z przeszkodami - 8. miejsce,
- Steinar Hoen - skok wzwyż - 5. miejsce,
- Sigurd Njerve - trójskok - 30. miejsce,
- Svein-Inge Valvik - rzut dyskiem - 21. miejsce,
- Pål Arne Fagernes - rzut oszczepem - 13. miejsce,

### Łucznictwo
Kobiety
- Wenche-Lin Hess - indywidualnie - 17. miejsce,

Mężczyźni
- Martinius Grov - indywidualnie - 15. miejsce,

### Piłka nożna
Kobiety
- Bente Nordby, Agnete Carlsen, Gro Espeseth, Nina Nymark Andersen, Merete Myklebust, Hege Riise, Anne Nymark Andersen, Marianne Pettersen, Linda Medalen, Brit Sandaune, Tina Svensson, Tone Haugen, Heidi Støre, Trine Tangeraas, Ann Kristin Aarønes, Tone Gunn Frustøl - 3. miejsce

### Piłka ręczna
Kobiety
- Heidi Tjugum, Tonje Larsen, Kjersti Grini, Kristine Duvholt, Susann Goksør-Bjerkrheim, Kari Solem, Mona Dahle, Ann-Cathrin Eriksen, Hege Kvitsand, Trine Haltvik, Kristine Moldestad, Annette Skotvoll, Mette Davidsen, Sahra Hausmann, Hilde Østbø - 4. miejsce,

### Pływanie
Kobiety
- Vibeke Lambersøy Johansen

50 m stylem dowolnym - 17. miejsce,
100 m stylem dowolnym - 18. miejsce,
- Irene Dalby

400 m stylem dowolnym - 18. miejsce,
800 m stylem dowolnym - 5. miejsce,
- Elin Austevoll

100 m stylem klasycznym - 12. miejsce,
200 m stylem klasycznym - 18. miejace,
200 m stylem zmiennym - 24. miejsce,
- Terrie Miller - 100 m stylem klasycznym - 20. miejsce,

Mężczyźni
- Børge Mørk

100 m stylem klasycznym - 31. miejsce,
200 m stylem klasycznym - 26. miejsce,

### Podnoszenie ciężarów
Mężczyźni
- Stian Grimseth - waga powyżej 108 kg - 10. miejsce,

### Siatkówka plażowa
Kobiety
- Merita Berntsen, Ragni Hestad - 9. miejsce,

Mężczyźni
- Jan Kvalheim, Bjørn Maaseide - 7. miejsce,

### Strzelectwo
Kobiety
- Lindy Hansen

karabin pneumatyczny 10 m - 25. miejsce,
karabin małokalibrowy trzy pozycje 50 m - 12. miejsce,
- Hanne Vataker

karabin pneumatyczny 10 m - 44. miejsce,
karabin małokalibrowy trzy pozycje 50 m - 34. miejsce,
Mężczyźni
- Pål Hembre

pistolet pneumatyczny 10 m - 26. miejsce,
pistolet dowolny 50 m - 40. miejsce,
- Leif Steinar Rolland

karabin pneumatyczny 10 m - 5. miejsce,
- Nils Petter Håkedal

karabin pneumatyczny 10 m - 9. miejsce,
karabin małokalibrowy trzy pozycje 50 m - 28. miejsce,
karabin małokalibrowy leżąc 50 m - 36. miejsce,
- Harald Stenvaag

karabin małokalibrowy trzy pozycje 50 m - 41. miejsce,
karabin małokalibrowy leżąc 50 m - 30. miejsce,
- Harald Jensen - skeet - 26. miejsce,

### Tenis ziemny
Mężczyźni
- Christian Ruud - gra pojedyncza - 9. miejsce,

### Wioślarstwo
Kobiety
- Kristine Bjerknes, Kristine Klaveness - dwójka podwójna - 7. miejsce,

Mężczyźni
- Fredrik Bekken - jedynka - 6. miejsce,
- Kjetil Undset, Steffen Størseth - dwójka podwójna - 2. miejsce,
- Halvor Sannes Lande, Odd-Even Bustnes, Olaf Tufte, Morten Bergesen - czwórka bez sternika - 8. miejsce,
- Magne Kvalvik, Tor Albert Ersdal - dwójka podwójna wagi lekkiej - 14. miejsce,

### Zapasy
Mężczyźni
- Jon Rønningen - styl klasyczny waga do 52 kg - 17. miejsce,

### Żeglarstwo
- Jorunn Horgen - windsurfing kobiety - 5. miejsce,
- Linda Konttorp - klasa Europa - 7. miejsce,
- Ida Andersen, Linda Andersen - klasa 470 kobiety - 10. miejsce,
- Peer Moberg - klasa Laser - 3. miejsce,
- Herman Horn Johannessen, Paul Davis, Espen Stokkeland - klasa Soling - 9. miejsce,